# Sphyraena waitii
Sphyraena waitii es un pez de la familia de los esfirénidos en el orden de los perciformes.

## Morfología
Pueden alcanzar los 31 cm de largo total.

## Distribución geográfica
Se encuentran en las costas del océano Índico y el oeste del Pacífico.